# Sièges d'Aire-sur-la-Lys (1641)
 (avril 2021).
La mise en forme du texte ne suit pas les recommandations de Wikipédia : il faut le « wikifier ».
Les points d'amélioration suivants sont les cas les plus fréquents :
- Les titres sont pré-formatés par le logiciel. Ils ne sont ni en capitales, ni en gras.
- Le texte ne doit pas être écrit en capitales (les noms de famille non plus), ni en gras, ni en italique, ni en « petit »…
- Le gras n'est utilisé que pour surligner le titre de l'article dans l'introduction, une seule fois.
- L'italique est rarement utilisé : mots en langue étrangère, titres d'œuvres, noms de bateaux, etc.
- Les citations ne sont pas en italique mais en corps de texte normal. Elles sont entourées par des guillemets français : « et ».
- Les listes à puces sont à éviter, des paragraphes rédigés étant largement préférés. Les tableaux sont à réserver à la présentation de données structurées (résultats, etc.).
- Les appels de note de bas de page (petits chiffres en exposant, introduits par l'outil «  Source ») sont à placer entre la fin de phrase et le point final[comme ça].
- Les liens internes (vers d'autres articles de Wikipédia) sont à choisir avec parcimonie. Créez des liens vers des articles approfondissant le sujet. Les termes génériques sans rapport avec le sujet sont à éviter, ainsi que les répétitions de liens vers un même terme.
- Les liens externes sont à placer uniquement dans une section « Liens externes », à la fin de l'article. Ces liens sont à choisir avec parcimonie suivant les règles définies. Si un lien sert de source à l'article, son insertion dans le texte est à faire par les notes de bas de page.
- La présentation des références doit suivre les conventions bibliographiques. Il est recommandé d'utiliser les modèles {{Ouvrage}}, {{Chapitre}}, {{Article}}, {{Lien web}} et/ou {{Bibliographie}}. Le mode d'édition visuel peut mettre en forme automatiquement les références.
- Insérer une infobox (cadre d'informations à droite) n'est pas obligatoire pour parachever la mise en page.

Pour une aide détaillée, merci de consulter Aide:Wikification.
Si vous pensez que ces points ont été résolus, vous pouvez retirer ce bandeau et améliorer la mise en forme d'un autre article.
Pour l’article homonyme, voir Siège d'Aire-sur-la-Lys.
Guerre franco-espagnole
Batailles
- Les Avins (05-1635)
- Louvain (06-1635)
- Tornavento (06-1636)
- Îles de Lérins (03-1637)
- Leucate (08/09-1637)
- Yvois (1637)
- Getaria (08-1638)
- Thionville (06-1639)
- Salses (07-1639)
- Les Downs (10-1639)
- Turin (05-1640)
- Yvois (1639)
- Montjuïc (01-1641)
- Aire (1641)
- Honnecourt (05-1642)
- Rocroi (05-1643)
- Carthagène (09-1643)
- Lérida (05-1646)
- Bergues (08-1646)
- Dunkerque (09-1646)
- Lérida (05-1647)
- Lens (08-1648)
- Rethel (1650)
- Barcelone (1651-1652)
- Mouzon (1653)
- Bordils (12-1653)
- Arras (08-1654)
- Puycerda (10-1654)
- Landrecies (06-1655)
- Pavie (1655)
- Valenciennes (07-1656)
- Dunkerque (05-1658)
- Les Dunes (06-1658)
- Bergues (07-1658)

Le siège d'Aire est un épisode de la guerre franco-espagnole. Il débuta le 19 mai et mena à la prise de possession de la ville d'Aire-sur-la-Lys par les troupes françaises le 27 juillet. Mais les Espagnols contre-attaquent le 10 août et reprennent la ville le 7 décembre 1641.

## Contexte historique
La guerre franco-espagnole débuta en 1635 et se termina en 1659 par la signature de la paix des Pyrénées. Cette guerre n'est en fait qu'une intervention française lors la guerre de Trente Ans commencée en 1618, ce dernier ayant patienté avant de prendre part aux hostilités. Richelieu entend affirmer la position de la France face aux Habsbourg, Louis XIII, par les frontières mal défendues trop proche de la capitale se sent menacé par la puissante Espagne. Pour pallier ce problème, le cardinal reprend l'idée de Louis XI : "l'acquisition des Pays-Bas espagnols formerait à la ville de Paris un boulevard inexpugnable et ce serait alors véritablement que l'on pourrait l'appeler le cœur de la France". Richelieu a organisé des armées puissantes et en a confié le commandement aux maréchaux de Chaulnes, de Châtillon et de la Meilleraye. En 1640, le roi décide de conquérir l'Artois. Le 13 juin, les troupes françaises investissent Arras et s'emparent de la ville le 9 août, ce succès détermine Richelieu à continuer la guerre en Artois.

## Forces en présence
Le siège d'Aire met aux prises la garnison espagnole locale commandée par Guillaume de Berwout et trois corps d'armées français : un corps d'armée commandé par le comte de Guiche, un autre mené par comte de Gassion et le dernier comptant à sa tête le comte de La Ferté-Senneterre, le tout dirigé par le maréchal de La Meilleraye.
Celui-ci se présente devant Aire le 19 mai 1641, le jour de la Pentecôte. Il est à la tête de vingt-cinq mille hommes divisés en trois corps d'armée placés sous les ordres de trois comtes français encerclant la cité. À l'intérieur de celle-ci, Guillaume de Berwout et ses deux mille hommes organisèrent la défense. L'organisation militaire imposée aux bourgeois pour le service du guet et l'approvisionnement lui assurent une défense efficace. De plus, la ville reçoit en renfort deux compagnies wallonnes et trois compagnies composées d'Italiens, d'Espagnols et d'Irlandais sous le commandement du colonel Delli Ponti.
 Royaume de France
- Corps d'armée du comte de Guiche
- Corps d'armée du comte de Gassion
- Corps d'armée du comte de La Ferté-Senneterre
- Armée dirigée par le maréchal de La Meilleraye composée de vingt-cinq mille hommes

 Pays-Bas espagnols
- Garnison de la place, dirigée par l'officier Guillaume de Berwout et le colonel Catrice, formée de deux mille hommes
- Renforts de deux compagnies wallonnes
- Renforts de trois compagnies composées d'Italiens, d'Espagnols et d'Irlandais dirigé par le colonel Delli Ponti

## Le premier siège

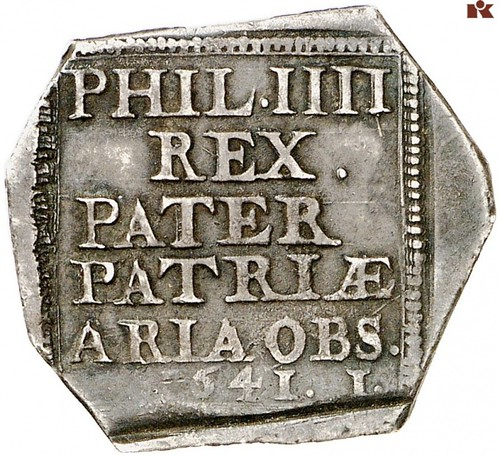
Monnaie frappée lors du siège d'Aire-sur-la-Lys en l'honneur du père de la patrie le roi Philippe IV d'Espagne

Très vite l'armée française encercle la place forte et trace les forts et les lignes de circonvallation : La Meilleraye et Gassion s'installent sur la route de Lambres au sud, Guiche et Senneterre sur celle du hameau de Saint-Quentin, à l'ouest, position étant alors en hauteur.
Du côté espagnol, Berwout assure la défense de la porte Notre-Dame au sud-est, Delli Ponti commande à la porte de Saint-Omer au nord-est, et le colonel Catrice est posté à la porte d'Arras au sud-ouest. La garnison peut aussi compter sur la détermination de la population défavorable à la France et qui manifeste sa fidélité auprès des Habsbourg, cette attention apporte un concours efficace à la défense de la ville.
Le 24 mai, une violente tempête s'abat; les Airois courent en direction de l'église Notre-Dame pour implorer la clémence de la Vierge. L'orage apaisé, le magistrat prend la parole : "Nous avons toute la France postée devant nos murs. Nous possédons fort peu de soldats... Notre salut dépend de leur courage. Si nous voulons que leurs forces ne s'affaiblissent pas, notre argent doit devenir le nerf de la guerre. La générosité de quelques particuliers empêchera la ruine générale. Que les coffres s'ouvrent donc, de peur que la porte de notre salut se ferme". L'appel est entendu dans la ville, le gouverneur recueille la vaisselle et l'argenterie et fait frapper deux pièces de monnaie chacune portant l'inscription "Philippus III rex pater patriae Aria obsessa 1641". Ceci signifiant "Philippe IV, roi, père de la Patrie, Aire assiégée, 1641". Le gouverneur a ordonné cette inscription afin de manifester l'attachement de la ville à la couronne d'Espagne. Le Magistrat et les chanoines, conscients du danger, ordonnent des prières publiques. Les confréries religieuses, notamment celle de la collégiale Saint-Pierre qui recrute dans toute la société, se joignent à l'agitation. Une sur le Saint-Sacrement est organisée le 26 mai, celui-ci est exposé en plein cœur de la collégiale. En haut de la chaire, un jésuite prêche la confiance en Dieu : "Nous vous confions les clefs de cette ville, comme le vengeur de cette liberté : ou vous nous les rendrez ou vous les livrerez à notre ennemi ... Si vous daignez préserver cette ville, elle sera le trophée de votre clémence...". Les curés des paroisses des hameaux s'étant réfugiés dans Aire implorent le secours du ciel, raniment la flamme du combat . Les Airois espèrent toujours le secours du cardinal-infant Ferdinand, frère du roi, qui obligerait la levée du siège.

## Les attaques et bombardements français

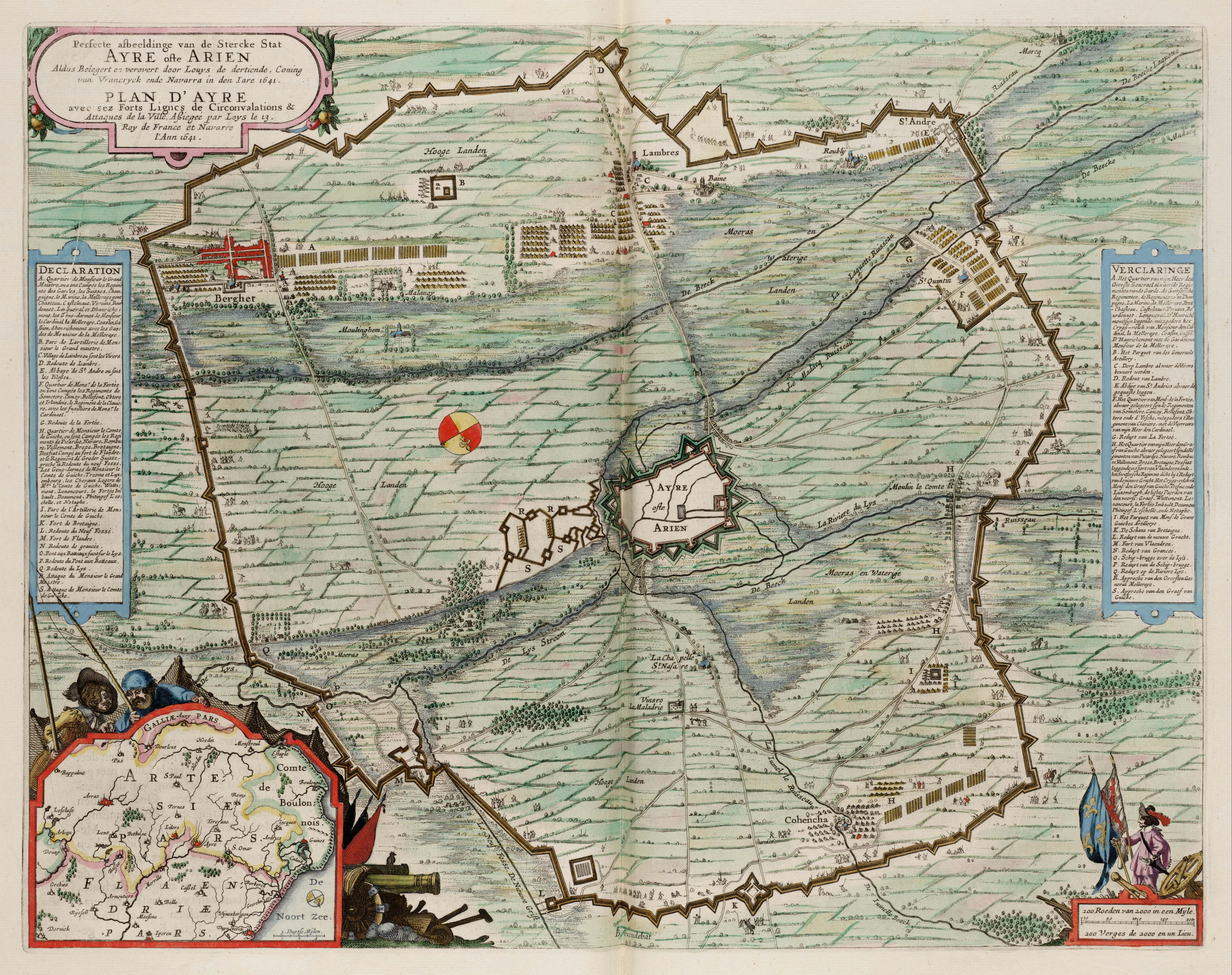
Siège et conquête d'Aire par le maréchal de La Meilleraye en 1641 (J.Blaeu, 1649)

Le 9 juin, l'armée française commence son approche porte Notre-Dame, La Meilleraye et Guiche se rendent au hameau de Neuf Pré et commencent à creuser les boyaux côté porte Notre-Dame. Le 13 juin, les Français dressent leurs batteries et tirent avec 18 canons. La nuit du 21, ils lancent un assaut sur la demi-lune des Bourgeois mais sont repoussés. Du 14 au 21 juin, 1320 coups de canon sont tirés sur la ville, le 5 juillet, lors du troisième assaut, les Français s'emparent du bastion de Bontems et le 7 ils tentent de s'emparer de la demi-lune de la porte Notre-Dame mais sont repoussées. Le 17 juillet, une batterie française fait exploser une mine qui ouvre une brèche abondante, le lendemain, le Pierre-César du Cambout, marquis de Coislin, chef des Suisses trépasse à la suite de blessures subies le 11 juillet, il sera enterré dans la Collégiale.
Cherchant à placer des mines, les Français creusent des galeries; cependant, à l'intérieur, ils tombent sur les assiégés munis d'épées et de feux d'artifice. Les soldats font preuve d'une agile détermination pour défendre leur cité : "Les bourgeois d'Aire étaient tout aussi animés que les soldats à la défense de la ville. Ils accouraient sur le rempart pour repousser l'ennemi...". De même, les femmes s'empressent de donner les armes à leurs maris et les enfants lancent des pierres avec leurs frondes. La population ne doute de la protection de la Providence, chacun s'apprête à défendre Aire malgré les progrès des canons ennemis.
Le 21 juillet, les assiégeants tentent un énième assaut mais sont repoussées tout comme le lendemain; les blessés français sont soignés depuis le début du siège à l'abbaye de Saint-André-les-Aire. L'ardeur des Airois est énorme; signe du destin, une statue de Saint-Jacques est découverte dans une mine et une croix de saint André, symbole de la maison de Bourgogne, est vue dans le ciel. Pour les défenseurs, il s'agit de la Providence. Or de nouvelles mines élargissent la brèche. Devant la menace de la destruction de la place forte, Berwout capitule le 26 juillet devant les Français avec des conditions équitables pour la population et les honneurs de la guerre pour la garnison.

## L'entrée et l'occupation française
Le 27 juillet, le maréchal de La Meilleraye fait son entrée dans la cité et se rend à la collégiale Saint-Pierre où est chanté un Te Deum en remerciement de la victoire, il félicite à la porte de l'église un groupe de soldats et demande pourquoi une telle ardeur dans la défense ? Il lui est répondu que : "les religieux, et les Jésuites en particulier, avaient joué un rôle peut-être plus important que celui des chefs militaires. Les pères jésuites ne quittaient leurs églises que pour courir au rempart, ils étaient jour et nuit au milieu des soldats, les exhortant à combattre et leur distribuant des médailles pour les prémunir contre les dangers." Après ces paroles, le maréchal visite la ville dévastée, il aperçoit une statue restée intacte au milieu de décombres. Impressionné, le maréchal offre deux canons aux chanoines pour aider à la réédification.
Le 4 août, le lieutenant-colonel d'Aigueberre est nommé gouverneur de la ville d'Aire; le lendemain, la population est priée de prêter serment au roi de France : 2 000 personnes quittent la cité, 900 autres sont expulsées. Mais La Meilleraye ne peut jubiler longtemps de sa victoire : l'armée espagnole du cardinal-infant Ferdinand, après avoir repris Lillers, occupe Boëseghem. La Meilleraye part à sa rencontre mais, en infériorité numérique, se replie sur Lens.

## Le second siège

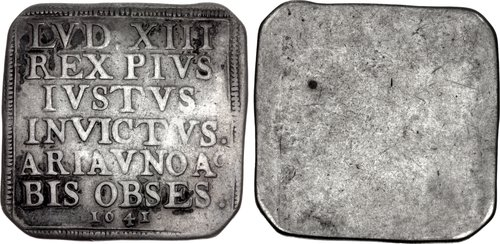
Monnaie obsidionale frappée au 2e siège de 1641

Aigueberre réalise qu'il est tombé dans un guet-apens, les positions françaises autour d'Aire ont été abandonnées, les troupes espagnoles n'ont aucune difficulté pour déployer le blocus sur la ville. Celles-ci installent leurs quartiers autour de la cité, rétablissent les anciennes fortifications françaises et en créent même de nouvelles ! Le 10 août, un nouveau siège commence. Or le cardinal-infant Ferdinand est pris de fortes fièvres et doit s'éloigner du camp. Il mourra le 9 novembre de la même année à Bruxelles, le commandement de l'armée espagnole est confié à Francisco de Melo.
Les Français disposent de peu d'approvisionnement et ont devant eux une énorme armée, Aigueberre constate aussi qu'il est entouré d'une population hostile à la France, elle est prête à offrir les portes de la ville aux Espagnols. Il se méfie surtout des bourgeois qu'il considère comme des bouches inutiles. Le Gouverneur décrète en contradiction avec la capitulation du premier siège que les bourgeois doivent quitter la place forte, sous peine de mort. La plupart d'entre eux entrent dans le camp des Espagnols, d'autres se réfugient à Saint-Omer. Dans la ville assiégée, malgré les promesses de renforts, le doute s'installe,les soldats commencent à voler et les bourgeois détroussent les soldats. Pour payer la solde des Suisses, le Gouverneur donne de sa propre vaisselle. De nouvelles monnaies obsidionales sont créées cette fois-ci pour les Français, il y est inscrit : LVD XIII - REX PIVS - IVSTVS - INVICTUS - ARIA VNO A - BIS OBSES - 1641. Ceci signifiant " LOUIS XIII - ROI PIEUX - JUSTE - INVINCIBLE - AIRE ASSIÉGÉES DEUX FOIS DANS UN AN - 1641".
Cette mesure ne sert qu'à faire diminuer les vivres restant des bourgeois. La famine commence à se propager, la faim devient telle qu'on disait "qu'on ramassait avec délices les intestins des chevaux et les peaux de bêtes qu'on avait jetés dans le ruisseau". Limaçons, grenouilles ainsi que champignons sont au menu du jour. Mais ces aliments entrainent plusieurs cas de maladie : hydropisie, dysenterie et même frénésie. Dans la ville, on ne voit que convois mortuaires et maladies visibles sur les visages des Airois, les hôpitaux sont encombrés, il n'y a que hurlements des malades.

## La capitulation et la reconquête des Espagnols
Pour appâter la population et retarder la capitulation, Aigueberre va jusqu'à écrire de fausses lettres "provenant du Cardinal de Richelieu"; sa dernière manœuvre consiste à envoyer des représentants auprès du Roi dans un délai de 2 semaines, cependant De Melo refuse. La ville est réduite à la dernière extrémité : la seule chance pour la garnison française serait que La Meilleraye puisse revenir en renfort. Or celui-ci ne vint jamais. Il était déjà parti dans le Roussillon pour le siège de Perpignan. Mais soudain, le 21 novembre, les Français apprennent le renfort de trois mille cavaliers, repoussés par le général Jean de Beck et ses troupes. Le 7 décembre, les Espagnols descendent dans les fossés du bastion de la porte Notre-Dame; le gouverneur comprend que la ville ne peut tenir davantage. Il fait battre la chamade vers 6 h du soir et propose la capitulation, les Français sortent alors de la ville et se dirigent dans la neige vers Hesdin. Les bourgeois exilés reviennent et retrouvent leur ville dévastée. Ces deux sièges consécutifs de cette année 1641 ont laissé une peur dévastatrice dans le cœur des Airois. Le chanoine Deslions évoque ces souffrances :

« Ma terre a reçu les corps d'au moins trois mille guerriers;
                             ils furent ravis par la maladie ou par l'excès de la famine.
                             Joins-y dix chefs misérablement tués dans un premier siège,
                             et parmi eux plusieurs de noblesse illustre,
                             On avait coutume de m'appeler "Ville rouge".
                             Ô, combien cette couleur me convient à présent ! »

Les Espagnols gardèrent alors la ville en reconstruction, épargnée par les combats des années suivantes dans la région. Quand la guerre franco-espagnole prit fin en 1659, il fut conclu à la paix des Pyrénées que tout l'Artois irait au royaume de France sauf les villes de Saint-Omer et d'Aire, faisant partie de l'Artois dit réservé.